# Diocese de Udaipur
A Diocese de Udaipur (Latim:Dioecesis Udaipurensis) é uma diocese localizada no município de Udaipur, no estado de Rajastão, pertencente a Arquidiocese de Agra na Índia. Foi fundada em 3 de dezembro de 1984 pelo Papa João Paulo II. Com uma população católica de 24.947 habitantes, sendo 0,2% da população total, possui 33 paróquias com dados de 2018.

## História
Em 3 de dezembro de 1984 o Papa João Paulo II cria a Diocese de Udaipur a partir da Diocese de Ajmer e Jaipur. Em 2002 a Diocese de Udaipur, juntamente com a Diocese de Indore perdem território para a formação da Diocese de Jhabua.

## Lista de bispos
A seguir uma lista de bispos desde a criação da diocese em 1984.
|                   | Nome                          | Período           | Notas             |
| Bispos de Udaipur | Bispos de Udaipur             | Bispos de Udaipur | Bispos de Udaipur |
| ----------------- | ----------------------------- | ----------------- | ----------------- |
| 2º                | Devprasad John Ganawa, S.V.D. | 2012 - atual      |                   |
| 1º                | Joseph Pathalil               | 1984 - 2012       |                   |